# 羽黒洋大典
羽黒洋 大典（はぐろなだ だいすけ、1974年12月8日 - ）は、東京都墨田区出身で、立浪部屋（1999年3月場所以降は武隈部屋）に所属していた元大相撲力士。本名は田中 大介。身長189.4cm、体重178.5kg、血液型はO型。得意技は突き、押し。最高位は西幕下51枚目（1999年9月場所-11月場所）。父は元関脇・黒姫山、母方祖父は北の洋、弟は元序二段・羽黒國、息子は境川部屋に所属する現役大相撲力士の黒姫山虎之介。

## 来歴
父・黒姫山からは「大ちゃん」などと呼ばれ溺愛されて育ったとされる。子供の時から力士に憧れたが、中学校を卒業した時点では力が無かったので高校で鍛えようと考え、明治大学附属中野高校に進学した。全国大会に出場し、関東中学校・関東高校・関東総合少年の部で優勝した。卒業後は大学に進学する予定だったが、幕下附出の規定が厳しくなったので、予定を早めて入門した。高校卒業が内定した1993年3月場所、立浪部屋所属力士として初土俵。その体格から当初は出世を期待されており、実際に同年5月場所と7月場所でそれぞれ6勝1敗の好成績を残し、序二段通過まで初土俵から所要4場所という幸先の良いスタートを切っていた。ところが翌1994年3月場所で三段目での7戦全敗を喫し、翌5月場所から9月場所まで怪我により3場所連続全休を余儀なくされた。休場明けの11月場所こそ序二段優勝を飾り、幕下昇進目前まで番付を上げたものの、1996年1月場所と3月場所にはまたしても怪我により休場を余儀なくされた。さらに1997年3月場所から9月場所までは慢性腎炎により10ヶ月の入院生活を送り、長期休場。その後も腎炎が持病となった。1999年2月にはそれまで在籍していた立浪部屋を離れ、父が創設した武隈部屋に移籍。初土俵から6年余りを要して1999年9月場所に漸く幕下昇進を果たすも初日より全休。直前の7月場所は皆勤したものの場所中の取組で怪我をしたので、この9月場所は公傷が認められた。
2002年5月場所、健康上の理由で引退。慢性腎炎を始めとして膝や肩、首の怪我など故障が多く、さらに風邪をひきやすい、プレッシャーに弱いなど元よりの心身の脆さもあって大成が阻まれた。

## 人物
心身共に丈夫でないことは自他共に認めるものであった一方、インターネットには造詣があった。1997年に慢性腎炎で入院していた時期に同病の入院患者とメール交換に熱中したことをきっかけに自身のホームページ『灘茶会』（現存せず）を創設した。その当時がインターネットの黎明期であったために一部で話題となった。自身を「ナダっち」と名乗り場所中でもファンとチャットに勤しんでいた他、ホームページ内には「土俵に上がれば頭は真っ白」、「土俵から逃げ出したい」など心の弱さを正直に明かした記事もあった。
現役時の体脂肪率は29%。
好物はパン。ハンバーガーを10個から20個平らげることがままあった。
好きな言葉は「行き当たりばったり」、嫌いな言葉は「根性」。

## 主な成績
- 通算成績 168勝107敗110休(56場所)

### 場所別成績
| | 一月場所 初場所（東京）  | 三月場所 春場所（大阪）   | 五月場所 夏場所（東京）   | 七月場所 名古屋場所（愛知） | 九月場所 秋場所（東京）    | 十一月場所 九州場所（福岡） |
| --- | ------------------------ | ------------------------- | ------------------------- | --------------------------- | -------------------------- | --------------------------- |
| 1993年 （平成5年） | x                        | （前相撲）                | 西序ノ口6枚目 6–1         | 東序二段90枚目 6–1          | 西序二段18枚目 5–2         | 東三段目81枚目 6–1          |
| 1994年 （平成6年） | 東三段目31枚目 4–3       | 西三段目15枚目 0–7        | 西三段目60枚目 休場 0–0–7 | 西序二段20枚目 休場 0–0–7   | 東序二段90枚目 休場 0–0–7  | 東序二段120枚目 優勝 7–0    |
| 1995年 （平成7年） | 東三段目98枚目 6–1       | 東三段目42枚目 5–2        | 東三段目14枚目 3–4        | 東三段目30枚目 4–3          | 東三段目18枚目 3–4         | 西三段目34枚目 5–2          |
| 1996年 （平成8年） | 西三段目6枚目 休場 0–0–7 | 西三段目66枚目 休場 0–0–7 | 西序二段26枚目 4–3        | 東序二段4枚目 5–2           | 東三段目68枚目 5–2         | 東三段目36枚目 3–4          |
| 1997年 （平成9年） | 東三段目55枚目 4–3       | 東三段目38枚目 休場 0–0–7 | 東三段目98枚目 休場 0–0–7 | 東序二段58枚目 休場 0–0–7   | 東序二段129枚目 休場 0–0–7 | 東序ノ口22枚目 3–0–4        |
| 1998年 （平成10年） | 東序ノ口23枚目 優勝 7–0  | 西序二段27枚目 6–1        | 東三段目68枚目 3–1–3      | 東三段目81枚目 休場 0–0–7   | 東三段目81枚目 休場 0–0–7  | 東序二段41枚目 6–1          |
| 1999年 （平成11年） | 東三段目80枚目 6–1       | 西三段目27枚目 3–4        | 東三段目44枚目 5–2        | 西三段目16枚目 5–2          | 西幕下51枚目 休場 0–0–7    | 西幕下51枚目 0–7            |
| 2000年 （平成12年） | 東三段目26枚目 4–3       | 西三段目13枚目 3–4        | 東三段目26枚目 2–1–4      | 西三段目53枚目 休場 0–0–7   | 西三段目53枚目 3–4         | 西三段目69枚目 4–3          |
| 2001年 （平成13年） | 西三段目52枚目 4–3       | 西三段目36枚目 5–2        | 西三段目12枚目 0–2–13     | 東三段目28枚目 4–3          | 西三段目14枚目 2–4–1       | 東三段目41枚目 休場 0–0–7   |
| 2002年 （平成14年） | 東三段目41枚目 2–5       | 東三段目66枚目 3–4        | 西三段目84枚目 引退 4–3–0 | x                           | x                          | x                           |
| 各欄の数字は、「勝ち-負け-休場」を示す。 優勝 引退 休場 十両 幕下 三賞：敢=敢闘賞、殊=殊勲賞、技=技能賞 その他：★=金星 番付階級：幕内 - 十両 - 幕下 - 三段目 - 序二段 - 序ノ口 幕内序列：横綱 - 大関 - 関脇 - 小結 - 前頭（「#数字」は各位内の序列） |                          |                           |                           |                             |                            |                             |